# Нтчисі (дистрикт)
Нтчи́сі (англ. Ntchisi) — дистрикт у складі Центрального регіону Малаві.
Адміністративний центр — селище Нтчисі.

## Населення
Населення — 317069 осіб (2018, 222374 у 2008, 167880 у 1998, 120860 у 1987, 87437 у 1977).
Національний склад:
- чева — 97,8 %
- нгоні — 0,9 %
- тумбука — 0,4 %
- ломве — 0,3 %
- яо — 0,3 %
- інші — 0,3 %

## Склад
Дистрикт складається з 8 адмінодиниць третього порядку:
| Громада, населений пункт   | Площа, км² | Населення, осіб (2018) | Центр |
| -------------------------- | ---------- | ---------------------- | ----- |
| Вищі традиційні громади    |            |                        |       |
| Традиційні громади         |            |                        |       |
| Вусо-Джере                 | 91,0       | 15946                  | -     |
| Калумо                     | 286,0      | 74850                  | -     |
| Касакула                   | 174,9      | 19850                  | -     |
| Маленга                    | 234,4      | 50687                  | -     |
| Нтондо                     | 240,9      | 32219                  | -     |
| Чилооко                    | 523,5      | 89619                  | -     |
| Чихо                       | 155,2      | 24541                  | -     |
| Центральні населені пункти |            |                        |       |
| Нтчисі                     | 4,5        | 9357                   | -     |
| Природоохоронні території  |            |                        |       |